# A.S.D. Roccella
Associazione Sportiva Dilettantistica Roccella là một câu lạc bộ bóng đá Ý, có trụ sở tại Roccella Ionica, Calabria.

## Lịch sử

### Thành lập
Câu lạc bộ được thành lập vào năm 1935.

### Serie D
Trong mùa giải 2013-14, đội đã được thăng hạng lần đầu tiên, từ Eccellenza Calabria đến Serie D.